# Pseudicius wenshanensis
Pseudicius wenshanensis är en spindelart som beskrevs av He, Hu 1999. Pseudicius wenshanensis ingår i släktet Pseudicius och familjen hoppspindlar. Inga underarter finns listade i Catalogue of Life.